# Royaume de Dongdan
926–936
Entités précédentes :
- Balhae

Entités suivantes :
- Chine Liao

Le royaume de Dongdan (chinois simplifié : 东丹 ; chinois traditionnel : 東丹, coréen : 동단, khitan : Dan Gur) est un royaume fantoche établi par la dynastie Liao pour gouverner l'ancien royaume de Balhae (Bohai) dans l'est de la Mandchourie.

## Histoire
En 907, le Balhae rentre en guerre contre les Khitans, un peuple frontalier vivant dans les régions de Mongolie et de Mandchourie, après que ces derniers aient fondé la dynastie Liao. Jusque-là, les Khitans étaient des vassaux du Balhae. Lors des nombreuses batailles qui émaillent le conflit, le royaume de Balhae enchaine les défaites et perd peu à peu le contrôle de son territoire. En 925, le royaume coréen de Silla s'allie avec les Khitans, et l'année suivante, Sanggyeong, la capitale du Balhae est assiégée et prise, événement qui marque la chute de ce royaume,,.
Pour gouverner les territoires nouvellement conquis, les dirigeants Khitans de la dynastie Liao  décident de créer le royaume de Dongdan, un État fantoche. 
Dongdan est un nom chinois, signifiant Dan Gur oriental (Bohai), en référence à la dynastie Liao qui règne sur les terres situées à l'ouest du nouveau royaume. Le terme Dongdan ne se trouve que dans les textes chinois; l'équivalent Khitan est «pays Dan» (Dan Gur), similaire à l'utilisation par Silla et Goryeo du mot «Dan» 丹 comme terme péjoratif pour les États et le peuple de Mandchourie.
Pour gouverner ce nouveau pays, l'empereur Khitan nomme son fils Yelü Bei, roi de Dongdan. 
À l'été 927, après le départ du gros des troupes khitan, les clans Heishui Mohe, qui étaient auparavant intégrés au royaume de Bohai, se rebellent et prennent leur indépendance, passant à une forme de gouvernement clanique.
Pour poursuivre les relations amicales de Balhae avec le Japon, Dongdan envoya une mission diplomatique sur la mer du Japon en 929. Mais la cour japonaise de Kyoto rejeta la mission de Dongdan, en raison de sa loyauté envers l'ancien régime de Balhae. Une minorité d'historiens suggèrent que Dongdan a été annexé en 982. D'un autre côté, certains pensent que Dongdan n'a jamais été un « royaume indépendant », mais l'ancienne région de Balhae qui a été instantanément annexée en 926 par la dynastie Liao.
La capitale est localisée a Tianfu avant 928, puis a Suibing à partir de 928.
À la mort de l'empereur khitan, c'est Yelü Deguang, un autre de ses fils, qui monte sur le trône des Liao; ce qui génère des tensions entre Bei et le nouvel empereur. En 930, Deguang ordonne à Bei de transférer sa capitale à Liaoyang en Mandchourie. Si Bei accepte au début, très vite il suit les conseils de l'empereur Mingzong, et décide de s'enfuir chez les Tang postérieurs,,. Après cette trahison, le fils de Yelü Bei est élevé au rang de nouveau roi de Dongdan, mais le royaume est finalement annexé par la dynastie Liao en 936.

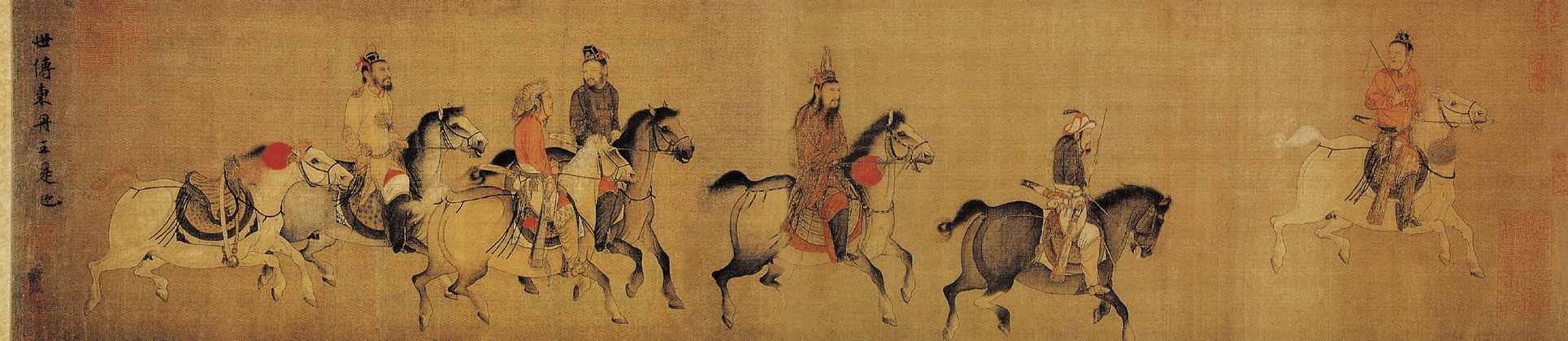
Le Roi de Dongdan va de l'avant (東丹王出行圖), rouleau, couleurs claires sur soie. 146,8 × 77.3 cm. Musée national du Palais, Taipei.